# Hendea
Genre
Hendea est un genre d'opilions laniatores de la famille des Triaenonychidae.

## Distribution
Les espèces de ce genre sont endémiques de Nouvelle-Zélande.

## Liste des espèces
Selon World Catalogue of Opiliones (27/05/2021) :
- Hendea aurora Forster, 1965
- Hendea bucculenta Forster, 1954
- Hendea coatesi Forster, 1965
- Hendea fiordensis Forster, 1954
- Hendea hendei (Hogg, 1920)
- Hendea maini Forster, 1965
- Hendea maitaia Forster, 1954
- Hendea myersi (Phillipps & Grimmett, 1932)
- Hendea nelsonensis Forster, 1954
- Hendea oconnori Forster, 1954
- Hendea phillippsi Forster, 1954
- Hendea spina Forster, 1965
- Hendea takaka Forster, 1965
- Hendea townsendi Forster, 1965

## Publication originale
- Roewer, 1931 : « Über Triaenonychiden (6. Ergänzung der "Weberknechte der Erde", 1923). » Zeitschrift für wissenschaftliche Zoologie, vol. 138, p. 137–185.